# Coupe de France de football 1941-1942
Navigation
Coupe de France 1940-1941 Coupe de France 1942-1943
La Coupe Charles-Simon 1941-1942 est la vingt-cinquième édition de la Coupe de France de football. Elle voit la victoire du Red Star Olympique, qui bat en finale le FC Sète le 17 mai 1942 à Colombes.
L'événement a été fortement influencé par les circonstances politiques des années de guerre. Depuis l'invasion allemande en 1940, l'occupation de tout le nord et l'ouest, et la formation d'une « France libre » formellement indépendante dans le sud-est du pays rend l'organisation d'une coupe nationale très difficile. La France est ainsi découpée en plusieurs zones d'occupations (zone occupée, zone libre et zone interdite). Chaque zone organise sa « coupe » et envoie son vainqueur disputer une « finale » contre celui d'une autre zone.
Sur instruction du gouvernement de Vichy, la Fédération française de football a dû limiter le temps de jeu régulier à 80 minutes pour répondre aux intentions des hauts commissaires aux sports responsables du gouvernement, Jean Borotra et Joseph Pascot, de rendre le sport professionnel peu attractif pour pouvoir enfin l'abolir. Comme à ses premières années, la Coupe de France est aussi renommée Coupe Charles Simon.

## Seizièmes de finale
| Équipe 1               | Score    | Équipe 2                  |
| ---------------------- | -------- | ------------------------- |
| Stade français         | 3 - 1 ap | Stade de l'Est            |
| CA Paris               | 3 - 0    | Aubervilliers             |
| CA Montreuil           | 6 - 0    | CS Rhodaniens             |
| FC Rouen               | 2 - 0    | AS Amicale                |
| US Quevilly            | 3 - 1    | JA Saint-Ouen             |
| Red Star Olympique     | 10 - 0   | ES Versailles             |
| Le Havre AC            | 3 - 1    | Stade saint-germanois     |
| La Roche-Rigault       | 9 - 0    | OC Orléans                |
| Amiens AC              | 3 - 0    | Enghien-les-Bains         |
| RC Paris               | 7 - 1    | AS Orléans                |
| Stade rennais UC       | 2 - 1    | Saint-Servan              |
| Stade de Reims         | 4 - 3 ap | Juvisy                    |
| SM Caen                | 1 - 0    | US Normande               |
| US Le Mans             | 1 - 1 ap | La Saint-Pierre de Nantes |
| Girondins ASP Bordeaux | 3 - 0    | SC Bastidienne            |
| ES Audenge             | 2 - 1 ap | AS des Charentes          |

| Équipe 1               | Score    | Équipe 2                   |
| ---------------------- | -------- | -------------------------- |
| Nîmes Olympique        | 6 - 0    | Péage-Roussillon           |
| Toulouse FC            | 6 - 0    | Aubin                      |
| Olympique alésien      | 1 - 0    | Stade Clermont             |
| USO Montpellier        | 3 - 2    | Marseillan                 |
| US Cazères             | 9 - 0    | Tarbes                     |
| AS Béziers             | 2 - 0    | US Revel                   |
| Côte-Chaude Sportif    | 3 - 1    | FC Bourg-Péronnas          |
| AS Monaco              | 2 - 1    | Aciéries du Nord Marseille |
| Olympique de Marseille | 4 - 0    | Saint-Tropez               |
| Stade raphaëlois       | 3 - 1    | La Bocca                   |
| FC Sète                | 4 - 0    | Orange                     |
| FC Annecy              | 4 - 0    | AS Saint-Étienne           |
| CO Saint-Chamond       | 2 - 0    | SO Chambéry                |
| SC Temple              | 1 - 0    | Château-Gombert            |
| AS Cannes              | 2 - 0 ap | Hyères                     |
| CA Périgueux           | 3 - 2    | ESA Brive                  |

Zone interdite
| Équipe 1                       | Score | Équipe 2        |
| ------------------------------ | ----- | --------------- |
| US Tourcoing                   | 2 - 0 | Marcq-en-Barœul |
| Excelsior de Roubaix-Tourcoing | 8 - 2 | Denain          |
| OIC Lille                      | 4 - 0 | Douai           |
| SC Fives                       | 3 - 0 | Auchel          |
| RC Roubaix                     | 4 - 2 | Halewijn        |

## Huitièmes de finale
| Équipe 1               | Score | Équipe 2             |
| ---------------------- | ----- | -------------------- |
| Red Star Olympique     | 5 - 2 | USE La Roche-Rigault |
| Stade de Reims         | 3 - 0 | Amiens AC            |
| Girondins ASP Bordeaux | 4 - 0 | ES Audenge           |
| US Quevilly            | 2 - 0 | Le Havre AC          |
| FC Rouen               | 2 - 0 | SM Caen              |
| US Le Mans             | 2 - 1 | Stade rennais UC     |
| CA Montreuil           | 3 - 2 | CA Paris             |
| RC Paris               | 4 - 2 | Stade français       |

| Équipe 1          | Score | Équipe 2               |
| ----------------- | ----- | ---------------------- |
| FC Sète           | 8 - 0 | AS Béziers             |
| AS Cannes         | 7 - 0 | Stade raphaëlois       |
| Toulouse FC       | 1 - 0 | CA Périgueux           |
| USO Montpellier   | 1 - 0 | US Cazères             |
| Nîmes Olympique   | 2 - 1 | SC Temple              |
| Olympique alésien | 3 - 0 | Côte-Chaude Sportif    |
| FC Annecy         | 2 - 1 | CO Saint-Chamond       |
| AS Monaco         | 3 - 2 | Olympique de Marseille |

Zone interdite
| Équipe 1              | Score    | Équipe 2                       |
| --------------------- | -------- | ------------------------------ |
| RC Lens               | 4 - 2    | RC Arras                       |
| OIC Lille             | 1 - 1 ap | RC Roubaix                     |
| US Bruay              | 3 - 1    | FCO Charleville                |
| RCFC Besançon         | 1 - 0    | FC Sochaux-Montbéliard         |
| US Valenciennes-Anzin | 2 - 1    | SC Fives                       |
| ES Bully              | 4 - 1    | AS Raismes                     |
| US Tourcoing          | 4 - 0    | Excelsior de Roubaix-Tourcoing |
| CS Homécourt          | 4 - 0    | CS Le Thillot                  |

Match rejoué 1 : OIC Lille 1 - 1 RC Roubaix
Match rejoué 2 : OIC Lille 2 - 2 RC Roubaix
Match rejoué 3 : OIC Lille 4 - 2 RC Roubaix

## Quarts de finale
| Équipe 1               | Score | Équipe 2     |
| ---------------------- | ----- | ------------ |
| Red Star Olympique     | 4 - 1 | FC Rouen     |
| Stade de Reims         | 5 - 0 | CA Montreuil |
| Girondins ASP Bordeaux | 4 - 2 | US Le Mans   |
| US Quevilly            | 1 - 0 | RC Paris     |

| Équipe 1        | Score | Équipe 2          |
| --------------- | ----- | ----------------- |
| FC Sète         | 1 - 0 | Nîmes Olympique   |
| AS Cannes       | 2 - 1 | Olympique alésien |
| Toulouse FC     | 1 - 0 | FC Annecy         |
| USO Montpellier | 4 - 1 | AS Monaco         |

Zone interdite
| Équipe 1      | Score | Équipe 2              |
| ------------- | ----- | --------------------- |
| RC Lens       | 2 - 0 | US Valenciennes-Anzin |
| OIC Lille     | 1 - 0 | ES Bully              |
| US Bruay      | 3 - 2 | US Tourcoing          |
| RCFC Besançon | 6 - 3 | CS Homécourt          |

## Demi-finales
| Club (division)                  | Score | Club (division)              | Lieu de la rencontre | Date       |
| -------------------------------- | ----- | ---------------------------- | -------------------- | ---------- |
| RC Lens (interdite)              | 4 - 1 | US Bruay (interdite)         | Lille                | 01/03/1942 |
| Girondins ASP Bordeaux (occupée) | 1 - 2 | Red Star Olympique (occupée) | Bordeaux             | 01/03/1942 |
| AS Cannes (libre)                | 3 - 1 | USO Montpellier (libre)      | Toulouse             | 01/03/1942 |
| FC Sète (libre)                  | 3 - 0 | Toulouse FC (libre)          | Marseille            | 01/03/1942 |
| OIC Lille (interdite)            | 3 - 2 | RCFC Besançon (interdite)    | Nancy                | 15/03/1942 |
| Stade de Reims (occupée)         | 1 - 0 | US Quevilly (occupée)        | Paris                | 22/03/1942 |

## Finales de zones
| Club (division)              | Score    | Club (division)          | Lieu de la rencontre | Date       |
| ---------------------------- | -------- | ------------------------ | -------------------- | ---------- |
| Red Star Olympique (occupée) | 1 - 0    | Stade de Reims (occupée) | Paris                | 12/04/1942 |
| RC Lens (interdite)          | 3 - 1 ap | OIC Lille (interdite)    | Fives                | 12/04/1942 |
| FC Sète (libre)              | 2 - 1    | AS Cannes (libre)        | Marseille            | 12/04/1942 |

## Finale interzones
| Club (zone)                  | Score    | Club (zone)         | Lieu de la rencontre                     | Date       |
| ---------------------------- | -------- | ------------------- | ---------------------------------------- | ---------- |
| Red Star Olympique (occupée) | 1 - 1 ap | RC Lens (interdite) | Stade de Paris, Saint-Ouen               | 03/05/1942 |
| Red Star Olympique (occupée) | 5 - 2    | RC Lens (interdite) | Stade olympique Yves-du-Manoir, Colombes | 10/05/1942 |

## Finale
| Clubs              | Red Star Olympique - FC Sète |
| Score              | 2 - 0 (1 - 0) |
| Date               | 17 mai 1942 |
| Stade              | Stade olympique Yves-du-Manoir, Colombes 44 654 spectateurs - Recette : 809 344 F |
| Arbitre            | Georges Capdeville |
| Buts               | Joncourt (45e) et Aston (72e) pour le Red Star |
| Red Star Olympique | Julien Darui - Helenio Herrera, Henri Roessler - Georges Meuris (cap.), Gabriel Braun, René Sergent - Alfred Aston, André Simonyi, Paul Bersoullé, Henri Joncourt, Roger Vandevelde Entraîneur : M.Vuillemin |
| FC Sète            | Arménak Erévanian - Jean Mathieu, René Franquès (cap.) - Jules Robisco, Lucien Leduc, Charlie Laurent - Mohamed Laïd, Edmond Novicki, Désiré Koranyi, Pierre Danzelle, Jean Miramond Entraîneur : Ely Rous   |